# Voskresensk
Voskresensk [voskresénsk] (rusko Воскресе́нск) je mesto v Rusiji, devetnajsto največje v Moskovski oblasti. Je upravno središče Voskresenskega rajona, mesto samo pa je samostojna občinska tvorba, Voskresensko mestno okrožje. Leži ob reki Moskvi 88 km jugovzhodno od Moskve. Leta 2010 je imelo 90.838 prebivalcev.
Voskresensk je vzniknil leta 1862 kot naselje ob železniški progi. Prej je bil na tem mestu zaselek Voskresenskoje (Воскресенское), prvič omenjeno leta 1577. Leta 1938 se je naselje skupaj z vasema Neverovo in Krivjakino preoblikovalo v mesto.